# Campeonato Nacional de Fútbol de Cuba 1996
Il campionato cubano di calcio (Campeonato Nacional de Fútbol de Cuba) di Prima Divisione 1996 è stata la Vª edizione del torneo col sistema a doppia finale e la 82ª totale.